# حسين حسن نصر الله
حسين حسن نصر الله (1898- 31 ديسمبر 1987) عسكري وضابط شرطة لبناني ومن مؤسّسي الأمن العام اللبناني في 1943. ولد في جديدة الشوف في عائلة درزية وتعلّم في مدرسة المختارة. التحق بالثورة العربية الكبرى متطوّعاً في الفيلق الدرزي بقيادة فؤاد سليم، ثم اشترك في معركة ميسلون، أسس مع إدوار أبي جودة المديرية العامة للأمن العام سنة 1943، وبقي فيها إلى أن اُحيل على التقاعد في 1958 ثم انتخب عضواً في المجلس المذهبي الدرزي وكان له إسهام في كثير من الشؤون الاجتماعية.

## سيرته
ولد حسين بن حسن بن حسين نصر الله في جديدة الشوف سنة 1898 وتعلم في مدرسة المختارة، ونشأ متردداً ما بين الجديدة وأملاك العائلة في العيشية، فمال إلى الحياة العسكرية، وكثيراً ما كان يؤلف مع رفقائه فرقة يرأسها «ويبثُّ فيها روح الرجولة والفروسية، والمغامرة، حتی التعرض أحياناً للقوات العثمانية». التحق بثورة العربية الشريف فيصل متطوّعاً في الفيلق الدرزي بقيادة فؤاد سليم، فخاض معارك عدة فرُقي إلى رتبة مؤهل ضابط ولما يبلغ العشرين من عمره، ثم اشترك في معركة ميسلون، وأثبت فيها حضوره قبل أن يصاب الجيش العربي بالهزيمة. 

وعاد إلى قريته، فاستدعاه الفرنسيون للالتحاق بالدرك اللبناني، وأرسلوه إلى مدرسة الضباط في بيت الدين فلم ترق له الخدمة عن الهجرة ودخل سلك الشرطة، فأخذ يتقدم في مدارج الترقي بسبب نشاطه وبراعته في مجال الأمن، فنال من الترقيات والأوسمة، وأسس مع إدوار أبي جودة مديرية الأمن العام اللبناني سنة 1943 وبقي فيها إلى أن أُحيل على التقاعد في 1958. بتاريخ 27 آب 1945 صدر المرسوم رقم 3845 وبموجبه أُنشأت وزارة الداخلية مديرية للأمن العام، مركزها بيروت ترتبط بوزير الداخلية ويرأسها مدير. 

اشترك في معظم الحركات التحررية وساعد ثوار فلسطين، وكانت صداقته قوية مع الحاج أمين الحسيني وفي أحداث الاستقلال سنة 1943 أسهم في كثير من المجهودات الوطنية، وكذلك في أحداث سنة 1958. 

انتخب عضواً في المجلس المذهبي الدرزي بعد إحالته إلى التقاعد، وكان له إسهام في كثير من الشؤون الاجتماعية. 

توفي في 31 كانون الأول 1987 ودفن في مسقط رأسه جديدة الشوف في مأتم رسمي حافل.  